# Krigsåret 1808

## Pågående krig
- Dansk-svenska kriget (1808-1809)[1]
  - Danmark och Frankrike på andra sidan
  - Sverige och Storbritannien på ena sidan

- Finska kriget (1808-1809)[1]
  - Ryssland på ena sidan
  - Sverige på andra sidan

- Indiankrigen (1622-1918)
  - Diverse stater i Amerika på ena sidan
  - Diverse indianstammar på andra sidan

- Napoleonkrigen (1803-1815)[2]
  - Frankrike med lydstater, Ryssland och Danmark på ena sidan
  - Storbritannien, Sverige, Portugal och Spanien på andra sidan

- Rysk-turkiska kriget (1806-1812)
  - Ryssland på ena sidan
  - Osmanska riket på andra sidan

- Rysk-persiska kriget (1804-1813)
  - Persien på ena sidan
  - Ryssland på andra sidan
- Sydamerikanska självständighetskrigen (1808-1829)

- - Spanien på ena sidan.
  - Sydamerikaner på andra sidan.

## Händelser
- 21 februari - Ryssland anfaller Sverige.
- 2 mars - Belägringen av Sveaborg inleds
- 16 april - Slaget vid Pyhäjoki
- 18 april - Slaget vid Siikajoki
- 27 april - Slaget vid Revolax
- 2 maj - Slaget vid Pulkkila
- 3 maj - Sveaborg kapitulerar
- 9 maj - Kumlingeslaget

### Fotnoter
1. 1 2  ”WHKMLA”. http://www.zum.de/whkmla/military/napwars/russwed180809.html. Läst 30 juni 2011.
2. ↑  ”World Statesmen”. http://www.worldstatesmen.org/WARS.html. Läst 28 juni 2011.